# Человек в шляпе
«Человек в шляпе» (англ. The Man in the Hat) — британский независимый фильм 2020 года в жанре дорожной комедии, режиссёрский дебют оскароносного композитора Стивена Уорбека, который также выступил автором сценария и саундтрека.
Слоган фильма: «Нет ничего что сложнее найти, чем потерянную любовь» (англ. Nothing is harder to find than lost love).

## Сюжет
Некий безымянный Человек в шляпе в поисках кого-то или чего-то путешествует на Fiat 500 по солнечному Провансу во Франции в сопровождении старой черно-белой фотографии неизвестной молодой женщины. За ним повсюду следуют пятеро мужчин на Citroën Dyane; как не без оснований предполагает главный герой — это бандиты из Марселя. Также его путь постоянно пересекается со странным Мокрым человеком, которому Человек в шляпе, сам того не замечая, помогает выйти из глубокой депрессии.
Фильм наполнен музыкой в разных формах при минимуме речи (главный герой произносит только отдельные слова) и состоит из сцен с множеством разнообразных эпизодических персонажей.

## В главных ролях
- Киаран Хайндс — Человек в шляпе
- Стивен Диллейн — Мокрый человек[K 1]

## Производство
Фильм был снят компаниями Open Palm Films и Rather Good Films и вышел в прокат в кинотеатрах Великобритании 18 сентября 2020 года.

## Отзывы
Киаран Хайндс сказал в интервью:

«Этот фильм не займет у вас слишком много времени. И вы не упадёте с кресел; вы можете просто быть человеком, наблюдать за этим маленьким путешествием и чувствовать вещи. У фильма есть свое сердцебиение, непохожее ни на что другое».
Оригинальный текст (англ.)«This won't take too much of your time. And you don't need to be blown out of your seats; you can just be a human being and watch this little journey and feel things. It has its own heartbeat, unlike anything else.»

Британский актёр, писатель и драматург Стивен Фрай дал фильму высокую оценку:

«"Человек в шляпе" вернул мне веру в человеческую природу.»
Оригинальный текст (англ.)«The Man In The Hat restored my faith in human nature.»

The Guardian назвала фильм «франкофильской фантазией» и «причудливой французской автомобильной погоней». The Upcoming назвал фильм «прекрасным примером приятного развлечения, которое следует искать в эти трудные времена».
Afisha.ru включила его в список «50 лучших фильмов первой половины 2021 года». Кинокритик Станислав Зельвенский описал фильм как «Лучшее, что может произойти с человеком, запертым в России в феврале».

## Награды
17-я Ирландская премия кино и телевидения — 2021 год:
- «Актер в главной роли» — номинация (Киаран Хайндс)

Международный кинофестиваль имени Ричарда Харриса в Лимерике (Ирландия) — 2022 год:
- «Лучший полнометражный фильм» — победа
- «Лучшая мужская роль в полнометражном фильме» — победа (Киаран Хайндс)
- «Лучший режиссер» — номинация (Джон Пол Дэвидсон и Стивен Уорбек)

## Комментарии
1. ↑  Afisha.ru в рецензии пишет: «... его встреча с Хайндсом в «Игре престолов» закончилась тем, что один сжег другого заживо. Здесь все куда более мирно.»[5]